# Gara Vlorë
Gara Vlorë (în albaneză Stacioni hekurudhor i Vlorës) este o gară care deservește Vlorë, al treilea cel mai mare oraș din Albania.
Gara este stația terminus de sud a căii ferate Durrës–Vlorë și este cea mai sudică gară a rețelei feroviare albaneze.

## Istoric

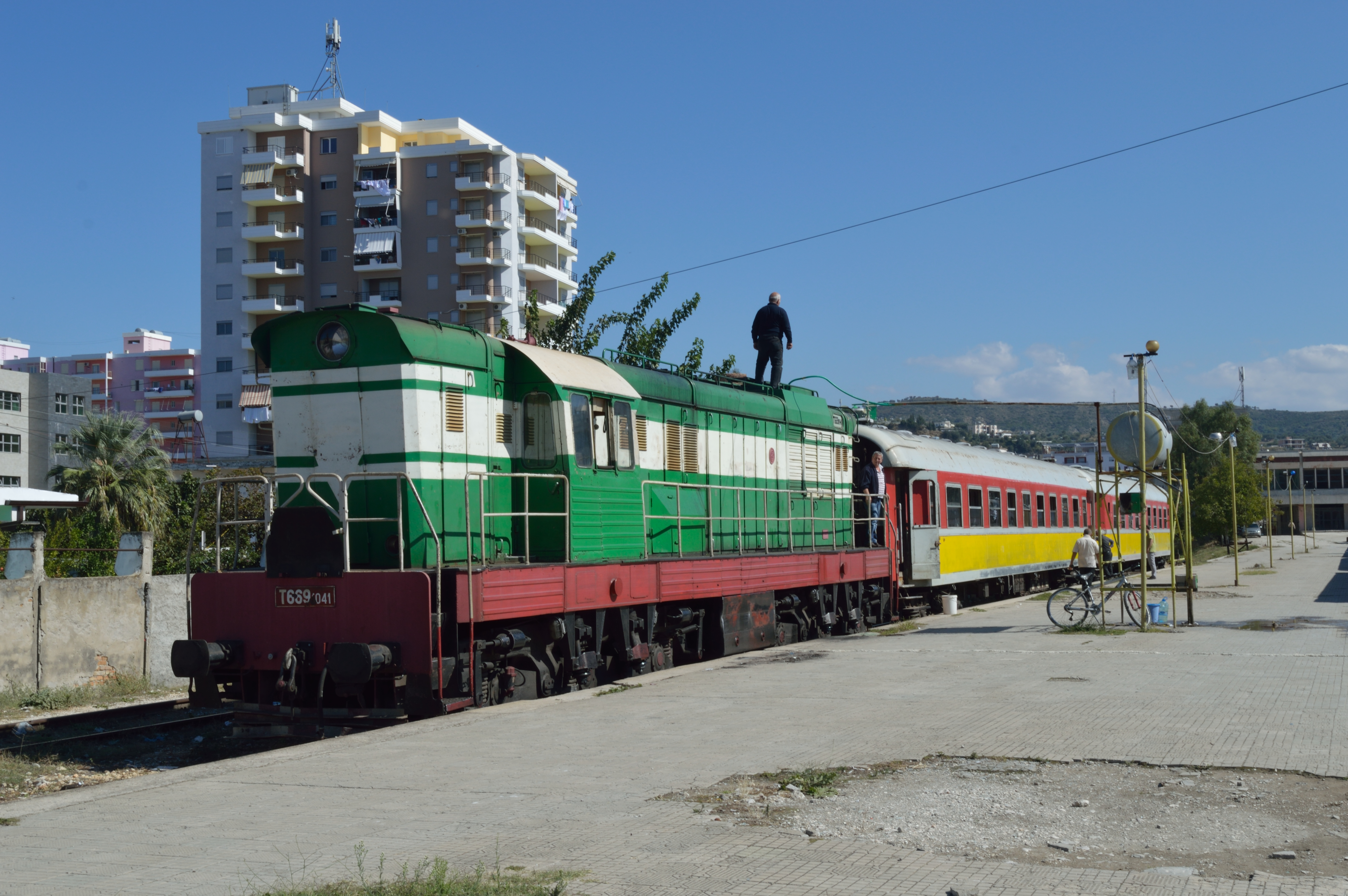
Tren al HSh către Rrogozhinë, la peron în gara Vlorë în octombrie 2013.

Gara Vlorë a fost deschisă pe 14 octombrie 1985, când a fost dat în folosință tronsonul de cale ferată de la Nartë la Vlorë. Clădirea gării a fost proiectată de o echipă condusă de arhitectul Arben Meksi, iar acesta s-a implicat activ în timpul construcției, între anii 1983 și 1985, colaborând cu șeful de proiect, inginerul P. Adhami. Rezultatul o fost un volum compact, dispus pe orizontală, cu diferențe de nivel care evidențiază zona intrării centrale. Din motive funcționale, arhitectul a căutat ca traseul de la piața din fața gării și până la peroane să fie cât mai scurt și fără obstacole, iar călătorii care coboară din tren traversează printr-un pasaj subteran care ajunge în partea de nord a clădirii. La etajul al doilea funcționează un restaurant cu bucătărie și un bar deschis. Pereții sunt decorați cu lucrări de artă, mozaicuri și plăci decorative din ipsos.
În 2012, de la Vlorë spre Tirana și retur circula o singură pereche de trenuri: trenul pleca la ora 05:00 din Vlorë, ajungea la 10:45 în Tirana, pleca la ora 14:20 înapoi și ajungea la Vlorë la ora 20:10. Acest serviciu feroviar limitat a rămas în operare până în anul 2015. În acel an, o garnitură de tren pornea din Vlorë la ora 05:00 și ajungea la Kashar la ora 10:52. Trenul retur pleca din Kashar la 13:15 și sosea în Vlorë la 19:00. Costul unui bilet dus-întors era de 360 de lek.
În prezent, trenurile de călători nu mai circulă la sud de Fier și nu mai ajung la Vlorë.
În februarie 2016, o companie privată, Albrail, a primit o concesiune pe tronsonul de cale ferată dintre Fier și Vlorë și a început să transporte țiței între cele două localități în decembrie 2018.